# 托雷德东米格尔
托雷德东米格尔，是西班牙埃斯特雷马杜拉卡塞雷斯省的一个市镇。总面积12平方公里，总人口629人（2001年），人口密度52人/平方公里。